# Pat Norton
Patricia Norton (20 de marzo de 1919 – 2 de septiembre de 2007), conocida posteriormente por su nombre de casada Patricia Down, fue una nadadora australiana, especializada en la modalidad de espalda. Compitió en los Juegos Olímpicos de Berlín 1936 siendo eliminada en semifinales de los 100 metros espalda. En los Juegos de la Mancomunidad de 1938 ganó el oro en las 110 yardas espalda. También ganó la plata con el equipo australiano en los 4×110 yardas libres y el bronce en los 3×110 yardas estilos.